# Trachelipus troglobius
Trachelipus troglobius är en kräftdjursart som beskrevs av Ionel Grigore Tabacaru och Boghean 1989. Trachelipus troglobius ingår i släktet Trachelipus och familjen Trachelipodidae. Inga underarter finns listade i Catalogue of Life.